# Déo Gracias Ngokaba
Déo Gracias Lourd Ngokaba, (* 17. května 1997) je konžský zápasník–judista. Na mezinárodní scéně se objevuje od roku 2014. V roce 2015 obsadil před domácím publikem třetí místo afrických hrách v Brazzaville. V roce 2016 se na něho usmálo štěstí v podobě africké kontinentální kvóty pro účast na olympijských hrách v Riu, kde vypadl v prvním kole.